# ULEB
ULEB (af fransk: Union des Ligues Européennes de Basket) er en sammenslutning for de professionelle nationale basketball-ligaer i Europa. Pr. juli 2008 repræsenterer ULEB ligaer fra 16 europæiske lande. ULEB afvikler bl.a. Europas stærkeste turnering for klubhold, Euroleague, hvor 24 af Europas bedste hold deltager. I 2000 brød ULEB med det internationale basketballforbund, FIBA, for at starte Euroleague, men fra 2005 har de to organisationer samarbejdet igen.

## Historie
ULEB blev stiftet den 25. juni 1991 i Rom af de professionelle ligaer i Italien, Frankrig og Spanien. I 1996 fik organisationen tilslutning fra ligaerne i Grækenland og Portugal. I 1999 kom ligaerne i England, Belgien og Schweiz til. Siden er de professionelle ligaer i Tyskland, Holland, Polen, Østrig, Litauen, Tjekkiet og Israel kommet til. Desuden er den Adriatiske Liga, som dækker republikker i det tidligere Jugoslavien, medlem af ULEB.
I 2000 besluttede ULEB at bryde med FIBA Europe, som afviklede en cupturnering for mesterhold, European Champions Cup, for at danne en liga for de bedste hold i Europa. I den efterfølgende sæson blev både Euroleague og FIBAs Suproleague afviklet, men året efter gik flere hold til Euroleague og FIBA droppede at afvikle en mesterholdsturnering. I november 2004 indgik de to organisationer en aftale som førte til at FIBA anerkendte Euroleague, mens ULEB til gengæld gik tilbage til FIBAs regelsæt for basketball, hvor man havde indført en række regler, der var tilnærmet verdens stærkeste liga, NBA i USA.

## Medlemmerne
- BLB Belgien
- BBL England
- LNB Frankrig
- HEBA Grækenland
- LEGA Italien
- LCB Portugal
- ACB Spanien
- LNBA Schweiz
- PLK Polen
- BBL Tyskland
- FEB Holland
- LKL Litauen
- NLB League ABA
- ÖBL Østrig
- ALK Tjekkiet